# 亜硫酸水素カリウム
亜硫酸水素カリウム(Potassium bisulfite)は、化学式KHSO3の化合物である。アルコール飲料の製造の際に滅菌剤として用いられる。E番号228として、EUでは食品添加物として用いられている。

## 合成
二酸化硫黄と炭酸カリウムの反応により合成される。炭酸カリウムの溶液に、二酸化炭素が発生しなくなるまで二酸化硫黄を通すと、亜硫酸水素カリウムが結晶化する。